# Шварц, Евгений Григорьевич
Евгений Григорьевич Шварц (13.02.1843, Российская империя — 1932, Якутия, СССР) — действительный статский советник (1901), удостоенный придворного звания камергера (1905), общественный деятель, коллекционер.

## Биография
- 13.02.1843 родился
- 21.06.1862 окончил Пажеский корпус
- 15.02.1899-1917 гг. предводитель дворянства Новоладожского уезда Петербургской губ
- С 01.01.1901 действительный статский советник
- 1905 кавалер ордена св. Владимира 3-й ст.
- В 1905 году удостоен придворного звания камергера
- С 01.03.1916 почётный опекун СПб присутствия Опекунского совета
- Чиновник министерства Иностранных дел
- действительный член императорской Академии художеств
- член благотворительного Алексеевского общества дел милосердия

В конце XIX века унаследовал большие коллекции живописи брата и отца, также получил в наследство собрание А. Р. Томилова и дополнил его произведениями своих современников. В наследство входило имение родовое в 1458 десятин в Курской и 300 десятин в Воронежской губерниях; жена владела родовым имением 1200 десятин в Витебской и 26000 в Новгородской губерниях; жили в имении матери Белый Колодезь Щигровского уезда Курской губении (1848—1858). Последний владелец усадьбы Успенское (с. Старая Ладога, Волховский р-н, главный дом известен сейчас под названием «Дом Шварца»). Активно занимался общественными делами. Был членом благотворительного Алексеевского общества дел милосердия на Успенском о-ве (г. Волхов), членом комиссии по строительству реального училища для мальчиков в Новой Ладоге (Волховский р-н). В 1918 его коллекция была конфискована и передана в Русский музей. В 1925 г. 82-летний Е. Г. Шварц с семьей были приговорены к высылке за пределы Новоладожского уезда. В 1932 году в возрасте 89 лет умер в ссылке в Якутии.

## Семья
Отец Шварц, Григорий Ефимович (1791—1882) — русский генерал; Мать Яковлева Наталья Павловна (ок1800 — 1872), дочь статского советника П. Н. Яковлева.
Дяди — Шварц, Фёдор Ефимович (1783 — 1869) — русский генерал. Шварц, Владимир Максимович (1808—1872) — генерал-адъютант, генерал от артиллерии. Шварц Михаил Ефимович — русский генерал-майор.
Две сестры и четыре брата: Антонина, Нина, Вячеслав, Юрий, Валерий и Юлий.
Жена Александра Владимировна (1848—1926); вместе воспитали: Григорий Евгеньевич (16.01.1880 — 1918) и Александра Евгеньевна (1881—1932).